# مونتيبيلو ديلا باتاغليا (بافيا)
مونتيبيلو ديلا باتاغليا (بالإيطالية: Montebello della Battaglia)‏ هي بلدة تقع في مقاطعة بافيا بإقليم لومبارديا في شمال إيطاليا. تبلغ مساحة هذه المدينة 15.8 (كم²)، وترتفع عن سطح البحر م، بلغ عدد سكانها 1723 نسمة في عام 2004 حسب إحصاء المعهد الوطني للإحصاء.

## السكان
في سنة 1861 بلغ عدد السكان 1٬796 نسمة، وتطور العدد ليصل في سنة 2011 لـ 1٬689 نسمة.
يظهر هذا المخطط البياني تطور النمو السكاني لـ مونتيبيلو ديلا باتاغليا (بافيا)

## توأمة
لمونتيبيلو ديلا باتاغليا (بافيا) اتفاقيات توأمة مع:
- باليسترو